# Cryonectes
Cryonectes es un género extinto de reptiles saurópsidos pliosauroides que vivieron en el período Jurásico inferior (Pliensbachiano superior). El espécimen holotipo (MAE 2007.1.1(J)), un cráneo incompleto con mandíbula y 10 vértebras asociadas, se ha encontrado en Normandía, Francia. Tras un análisis filogenético preliminar se deduce que se trata de un pliosáurido basal.

## Descripción

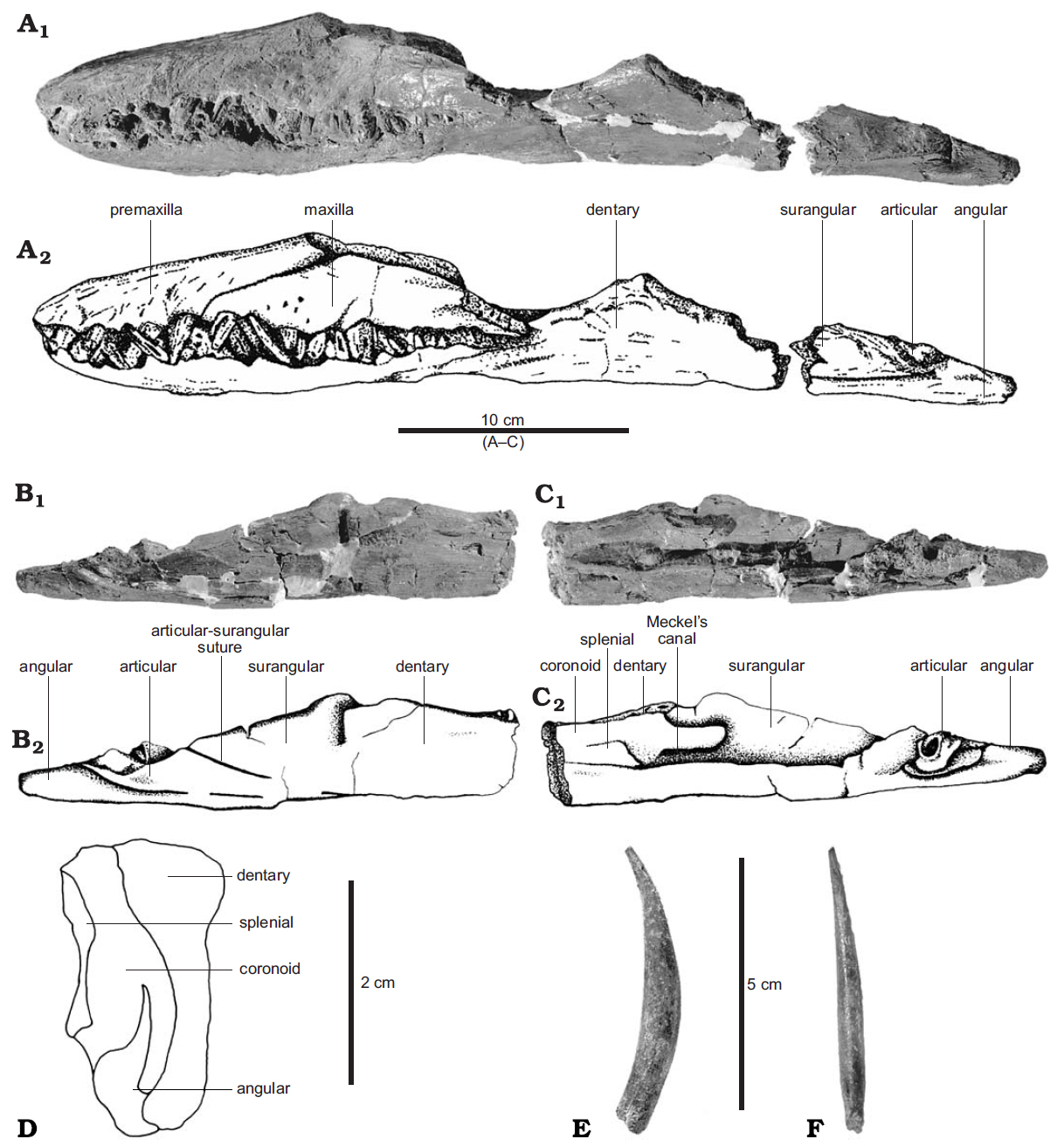
Mandíbulas del fósil.

Cryonectes es un pliosáurido de tamaño moderado, con un cráneo que mide unos 47 centímetros de largo. Cuando el espécimen fue descubierto fue preparado inicialmente con ácido, el cual dañó algunas partes, especialmente los dientes, los cuales ahora están rotos y carecen de esmalte. La mandíbula completa y el cráneo están en oclusión con los dientes in situ, con un diente separado y casi completo. Los huesos premaxilar y maxilar están parcialmente preservados y la parte más importante del paladar se preserva separado del cráneo. Las diez vértebras asociadas están preservadas en una disposición artificial, siendo nueve de ellas cervicales, mientras que la última es indeterminada. Suturas neurocentrales muy distintivas son visibles en todas las vértebras que preservan los arcos neurales, exceptuando la novena vértebra, que presenta una sutura cerrada. Por lo tanto, Cryonectes estaba en una etapa relativamente temprana de desarrollo ontogénico. La novena vértebra sugiere que era probablemente un individuo subadulto.
Cryonectes se caracteriza por una combinación única de características incluyendo una muy leve constricción entre el premaxilar y el maxilar, su hocico considerablemene alargado y la larga sínfisis de la mandíbula inferior con siete dientes, reteniendo un borde mandibular ventral. Un análisis cladístico llevado a cabo por Peggy Vincent, Nathalie Bardet y Emanuela Mattioli encontró que era basal respecto a Pliosaurus, Peloneustes y otros pliosáuridos.

## Etimología
Cryonectes fue nombrado originalmente por Peggy Vincent, Nathalie Bardet y Emanuela Mattioli en 2013 y la especie tipo es Cryonectes neustriacus. El nombre del género se deriva de kryos, en griego "frío", y nektris, que significa "nadador", en referencia a las frías condiciones climáticas que prevalecían en el Pliensbachiense superior. El nombre de la especie se deriva del reino franco de Neustria el cual abarcaba el noroeste de Francia, creado después de la muerte de Clodoveo I.